# Кэд, Джек

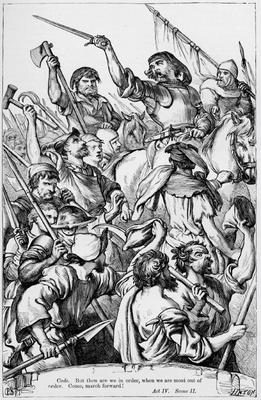
Прижизненных портретов Джека Кэда не сохранилось, и все позднейшие, как, к примеру, эта иллюстрация Генри К. Селуса (1830), являются плодом авторских фантазий и народных легенд

Джек Кэд, или Джон Кейд (англ. Jack Cade, John Cade; не позже 1420 — 12 июля 1450) — вождь народного восстания в Англии в 1450 году, возможно, ирландец по происхождению, выдававший себя за Джона Мортимера, побочного сына последнего графа Марчского.

## Происхождение
Происхождение его достоверно неизвестно, ясно лишь, что он имел военный опыт, был грамотным, а также обладал организаторскими способностями. Ещё в XV столетии королевские хронисты объявили его «ирландцем», однако известный сассекский историк и краевед викторианской эпохи Марк Энтони Лоуэр считал его своим земляком, утверждая, что в 1440-х годах он жил в доме сэра Томаса Дакра.
Не исключено, что Кэд служил в армии и участвовал в Столетней войне, поскольку когда в 1449 году его обвинили в убийстве женщины в Сассексе, он быстро сумел скрыться во Франции. Английский хронист Роберт Фабиан рассказывал, что «повстанцы выбрали капитана, которому дали имя Мортимер, и заявили, что считают его двоюродным братом герцога Йоркского, но чаще его звали Джеком Кейдом Гасконцем, а один из современных ему авторов утверждал, что он являлся бастардом Роджера Мортимера». Другим известным прозвищем Джека было Джон Измени-всё (англ. John Amend-All), очевидно, связанное с народными надеждами на перемены к лучшему.
В 1876 году британский историк-архивист и издатель Джеймс Герднер предположил, что реальный Кэд не имел ничего общего ни с Джоном Мортимером, ни с упоминаемым современным ему лондонским хронистом Уильямом Грегори неким «капитаном из Кента», и поначалу даже не возглавлял повстанцев, взяв на себя командование лишь после решающей победы над королевской армией, но гипотеза эта не получила достаточных доказательств. Очевидно, вождь повстанцев, стремясь придать своим действиям налёт легитимности, банально выдумал своё родство с семьёй Мортимера, представители которой насколько поколений назад участвовали в заговоре против короны. В одном из своих воззваний Кэд открыто предупреждал, что если парламент не утвердит реформы, народ «сперва разделается с друзьями короля, затем с ним самим, а потом поставит королём герцога Йоркского».

## Восстание
В начале 1450 года Кэд объявился в Кенте, поначалу выдав себя за врача по имени Джон Эйлмер и женившись на дочери сквайра из Тандриджа в Суррее. В графстве к этому времени было уже неспокойно, так как ещё в январе на востоке него вспыхнуло возмущение во главе с неким Томасом Чейном, вскоре схваченным и казнённым в Кентербери с несколькими своими сторонниками. И 8 мая 1450 года от имени «общин Кента» Кэд поднял в Эшфорде восстание против группы крупных феодалов, правивших страной от имени непопулярного короля Генриха VI Английского, найдя себе немало сторонников не только среди вилланов, йоменов и подмастерьев, многие из которых помнили ещё Джека Стро и Уота Тайлера, но и мелких рыцарей, джентри, торговцев и даже мэров и констеблей местных городов. Масла в огонь подлили известия о разгроме английской армии французами 15 апреля при Форминьи и возобновившиеся набеги на кентские берега французских пиратов.
1 июня 1450 года Кэд разбил свой лагерь в Блэкхите к юго-востоку от Лондона, «обнеся его подобно военному стану рвом и частоколом», а 4 июня обнародовал «Протест бедных жителей Кента», потребовав от короля ареста и казни предателей-чиновников, существенного снижения налогов, сокращения барщины, отмены «Статута о рабочих» (1351) и наказаний для судей-взяточников, а также полной реформы судебной системы. «Закон, — провозглашалось в этой прокламации, — ничему не служит в наши дни, только неправде, поскольку он почти ничего не вершит, только несправедливые дела под предлогом законности для оправдания взяточничества, запугивания и протекции… Наш повелитель и господин должен понять, что его неправедный Совет забыл его закон, его товары потеряны, его простой люд разорен, море потеряно, Франция потеряна. Сам король в таком состоянии, что он не может платить за свое мясо и питье, и он должен больше, чем когда-либо другой английский король был должен, поскольку ежедневно предатели вокруг него, когда по его праву что-то должно поступить к нему, тотчас же выманивают это у него».
В считанные дни огонь восстания охватил также графства Суссекс, Эссекс и Суррей. 6 июня напуганный Генрих VI распустил заседавший в Лестере парламент, а 13 июня направил в Блэкхит официальную делегацию во главе с архиепископом Кентерберийским Джоном Стаффордом и лордом-канцлером Англии, архиепископом Йоркским Джоном Кемпом, пообещав восставшим своё «королевское прощение», но эта миссия не имела успеха. Тем временем Кэд, наняв себе в качестве агента торговца тканями Томаса Кука, отправил его в Лондон к купцам-ломбардцам, чтобы те под страхом смерти и разорения снабдили его доспехами и оружием, шестью полностью снаряженными лошадьми и 1 000 марок наличными.
18 июня Кэд разгромил при Севеноксе почти 10-тысячное королевское войско во главе с лордом-верховным констеблем Англии Хамфри Стаффордом и его братом лордом Уильямом, что вызвало в столице панику, и под давлением парламента король заключил в Тауэр непопулярного в народе лорда-казначея Джеймса Файнса, барона Сэя. Лидер же мятежников, по словам Фабиана, после победы над карателями облачился в одеяние покойного Стаффорда, «надев на себя его бригандину с золотыми гвоздями, а также его шлем-салад и золоченые шпоры».
В конце июня 1450 года Кэд вошёл со своим войском в предместье Лондона Саутварк, заняв там все гостиницы и постоялые дворы, а один из последних, «Белый олень», сделав своей штаб-квартирой. 3 июля, узнав, что король накануне бежал из столицы в Кенилворт в Уорикшире, он овладел столицей с 5 тысячами своих сторонников и, торжественно коснувшись своим мечом легендарного Лондонского камня, объявил себя «лордом Лондона» под именем Джона Мортимера. На следующий день, 4 июля восставшие захватили арсенал, убив нескольких чиновников, в частности, находившегося под стражей лорда-казначея Джеймса Файнса и его зятя, кентского шерифа Уильяма Краумера, а затем попытались овладеть Ньюгетской тюрьмой и городской ратушей.
Однако городская верхушка, обеспокоенная нападениями на дома богатых купцов, собрала ополчение цехов, которое спустя три дня, после ожесточённого сражения за подожжённый восставшими Лондонский мост, стоившего жизни его предводителю Мэтью Гофу, сумело вытеснить бунтовщиков из столицы. Спустя несколько дней при посредничестве архиепископа Йоркского Джона Кемпа и епископа Винчестерского Уильяма Уэйнфлита, укрывавшихся ранее в Тауэре, с повстанцами заключено было перемирие. Свыше 2000 из них, включая самого предводителя, официально были помилованы, после чего многие разъехались по домам. Оставшиеся в Саутварке непримиримые сторонники Кэда освободили заключённых из местной тюрьмы Королевской скамьи, пополнив ими свои ряды, и отправились в Рочестер, безуспешно попытавшись затем взять замок Квинборо на острове Шеппи, но вскоре рассорились из-за добычи со своим предводителем. За голову отступившего с оставшимися людьми в Восточный Сассекс Кэда объявлена была награда в 1 000 серебряных марок, но 12 июля тот был смертельно ранен в бою близ Льюиса новым шерифом Кента Александром Иденом, пытавшимся его пленить. Следующей ночью Кэд умер от ран на пути в Лондон, где должен был быть казнён.
Тело Джека Кэда было выставлено до 16 июля в тюрьме Королевской скамьи в Саутварке, после чего четвертовано, и части его разосланы для выставления в Блэкхите, Норидже, Солсбери и Глостере. Английский хронист первой половины XVI века Эдвард Холл, сообщив о том, как отрубленная голова Кэда вывешена была на Лондонском мосту, сопроводил свой рассказ глубокомысленным замечанием «ежели против течения плывешь, никогда желанной гавани не достигнешь».

## В культуре
- Является персонажем пьесы Шекспира «Генрих VI, часть 2» (1591). В одноимённой новейшей её экранизации (2016), ставшей 6-й серией цикла «Пустая корона», события восстания опущены совсем.
- В «Чёрной стреле» Р. Л. Стивенсона (1888) именем Джон Мщу-за-всех (англ. John Amend-All) подписывает свои послания предводитель лесных стрелков Эллис Дэкуорт. Это прозвище напоминает то, под которым известен был Джек Кэд.
- Является действующим лицом исторического романа британского писателя Конна  Иггульдена «Буревестник» (англ. Stormbird, 2013) из цикла «Война роз».